# Aufs Eis geführt
Aufs Eis geführt ist ein kurzes deutsches Stummfilm-Lustspiel mit Ernst Lubitsch in einer Hauptrolle.

## Handlung
Die beiden besten Kumpels Ernst und Albert verfolgen ein und dasselbe Mädchen, auf das beide ein Auge geworfen haben. Die Kleine führte die beiden im wahrsten Sinne aufs Glatteis in Form einer Eisbahn, wo die beiden als Nichtschlittschuhläufer unbeholfen agieren. Doch selbst auf der Eisbahn will keiner nachgeben, und der Kampf um das Mädel nimmt immer mehr an Schärfe zu. Da taucht plötzlich der erzürnte Bräutigam des Mädels auf und bereitet dem Zweikampf ziemlich abrupt und schlagkräftig ein Ende. Diese von einem Dritten aufgezwungene Entscheidung führt dazu, dass sich die beiden Kampfhähne Ernst und Albert wieder miteinander versöhnen.

## Produktionsnotizen
Aufs Eis geführt entstand zum Jahresbeginn 1915 in Berlin. Der vermutlich kurze Film passierte im April 1915 die Zensurprüfung, erhielt Jugendverbot und wurde am 21. Mai 1915 im Berliner Apollotheater uraufgeführt.

## Kritik
„Ein sehr gutes Lustspiel "Aufs Eis geführt" zeigte diesmal Oppenheimer & Reiter. Es genügt, um auf die Qualität dieses Films hinzuweisen, wenn man sagt, daß in den Hauptrollen die Herren Lubitsch und Paulig ... spielen.“